# Apatophysis kashgarica
Apatophysis kashgarica är en skalbaggsart som beskrevs av Semenov 1901. Apatophysis kashgarica ingår i släktet Apatophysis och familjen långhorningar. Inga underarter finns listade i Catalogue of Life.